# حاتم بن هرثمة
حاتم بن هرثمة بن أعين (- بعد 195 هـ/ 811م)، قائد عباسي ووالي مصر؛ في عهد الخليفة العباسي أبو عبد الله محمد الأمين.

## سيرته
ولي شرطة مصر سنة 178 هـ في ولاية أبيه عليها. وصرف عنها، فعاد إلى العراق، فأعاده الأمين العباسي أميرا على مصر سنة 194 هـ.

## ولايته على مصر
ولّاه الخليفة «الأمين» حكم «مِصر» بدلاً من «الحسن بن البَحْباح»، وعندما وصل إلى بلبيس استحضر أهل «الأحواف» فجاءوه وقدموا له الضرائب. ولكن قام على «حاتم» فيما بعد أهل «نتو» و«تُمَى»، جاعلين عليهم قائدًا يُسمى «عثمان بن مستنير الجُذامى»، فحاربوه هو وجيشه، فهزمهم «حاتم»، ثم وصل إلى «مِصر» ومعه قرابة مئة رهينة من أهل «الحوف». اهتم بشؤون البلاد وبنى القبة المعروفة باسم «قبة الهواء»، واستمر في الحكم قرابة عام ونصف عام حتى عزله الخليفة «الأمين» وولَّى بدلاً منه «جابر بن الأشعث». وعزله الأمين سنة 195 هـ بعد 18 شهرًا إلا أيامًا، من ولايته.
يذكر المؤرخ ابن تغري أنه في زمن حكم حاتم على مِصر: «أمر الخليفة (الأمين) بالدعاء لابنه (موسى) على المنابر بعد ذكر المأمون والقاسم، فتنكر كل واحد من الأمين والمأمون لصاحبه وظهر الفساد بينهما، وهذا أول الشر والفتنة بين الأخوين.»